# Метатезис олефинов
Метате́зис олефи́нов — химическая реакция, в результате которой происходит перераспределение заместителей путем последовательного разрыва и образования двойных углерод-углеродных связей в молекулах алкенов. За открытие реакции метатезиса олефинов Роберт Граббс, Ричард Шрок и Ив Шовен были удостоены Нобелевской премии в области химии за 2005 год.

## Катализаторы
Для проведения реакции метатезиса необходимы катализаторы, представляющие собой комплексы переходных металлов. В промышленных процессах наиболее востребованными являются гетерогенные катализаторы, которые могут быть получены путем добавления к галогениду металла MClx алюминийорганических или оловоорганических соединений, в результате чего образуются соединения состава MClx-EtAlCl2. Полученные катализаторы наносят на подложку из оксида алюминия. В органическом синтезе наибольшей популярностью пользуются гомогенные катализаторы, являющиеся комплексами различными переходными металлами со сложными по строению лигандами. К наиболее известным представителям гомогенных катализаторов для реакции метатезиса олефинов можно отнести катализаторы Шрока, Граббса и Ховейды-Граббса и их различные модификации. Катализаторы Шрока - комплексные соединения молибдена(VI) или вольфрама(VI) с алкоксидными и имидными лигандами. Наряду с высокой каталитической активностью они являются крайне нестабильными в присутствии окислителей, в том числе, кислорода воздуха.
Катализаторы Граббса представляют собой комплексы рутения(II) с лигандами различного строения, при наличии хелатирующиего лиганда такие комплексы называют катализаторами Ховейды-Граббса. Оба типа катализаторов активно используют в лабораторной практике благодаря их высокой активности и устойчивости к функциональным группам субстратов и наличию кислорода воздуха.

## Основные типы реакций метатезиса
- Кросс-метатезис
- Метатезис с раскрытием цикла
- Метатезис с образованием цикла
- Метатезис с раскрытием цикла и полимеризацией
- Ациклический метатезис диенов
- Ениновый метатезис
- Метатезис алкинов

## Механизм реакции
Шовен и его ученик Эриссон предложили общепринятый сегодня механизм реакции метатезиса олефинов, катализируемый комплексами переходных металлов. Ключевой стадией является [2+2]-циклоприсоединение алкена и алкилидена с образованием циклометаллобутана. Циклорутенобутан в свою очередь вступает может вступать в реакции ретро-[2+2]-циклоприсоединения с образованием как исходных алкена и алкилидена, так и новых алкена и алкилидена.